# Hans Lindblad (nationalekonom)
Hans Erik Olof Lindblad, född 16 september 1960 i Saltsjöbadens församling, Stockholms län, är en svensk nationalekonom och ämbetsman. Han var sedan den borgerliga valsegern 2006 statssekreterare med ansvar för budgetfrågor hos Anders Borg på Finansdepartementet. Han lämnade Finansdepartementet i februari 2013 till förmån för Riksgäldskontoret.
Lindblad var 1986-1989 handläggare på Konjunkturinstitutet och 1989-1995 departementssekreterare på Finansdepartementet. Åren 1996-1997 var han tjänstledig för forskarstudier och avlade fil.lic.-examen i nationalekonomi med inriktning på empirisk arbetsmarknadsanalys. Från 1997 var han enhetschef på och senare biträdande chef för penningpolitiska avdelningen på Sveriges riksbank. På Riksbanken mötte han Anders Borg som 2003 rekryterade honom till Moderaternas riksdagskansli där han blev biträdande chef, trots att han inte varit partiaktiv dessförinnan. År 2010 disputerade Lindblad på avhandlingen Essays on Unemployment and Real Exchange Rates.
Som statssekreterare var Lindblad med om att ta fram sju statsbudgetar. Som statssekreterare var han också en av regeringens representanter i försöken att hitta en köpare till Saab Automobile.
Den 1 februari 2013 tillträdde Lindblad ämbetet som riksgäldsdirektör och chef för Riksgäldskontoret. Han efterträdde då Bo Lundgren.
Efter nio år som Riksgäldsdirektör lämnade Lindblad Riksgäldskontoret. I april 2023 utsågs Lindblad till ordförande i regeringens Produktivitetskommission. I december 2023 utsågs Lindblad av EUs ministerråd att från 1/6 2024 vara svensk ledamot i Europeiska revisionsrätten.

### Fotnoter
1. 1 2  Sveriges befolkning 2000, Sveriges Släktforskarförbund, 2020, läst: 13 mars 2023.[källa från Wikidata]
2. ↑  läs online, www.riksgalden.se , läst: 29 december 2021.[källa från Wikidata]
3. ↑  läs online, www.kungahuset.se  , läst: 13 mars 2023.[källa från Wikidata]
4. ↑  Sveriges befolkning
2000:
Lindblad, Hans Erik Olof
(1960-09-16)
Försäkringskassan, uttag avseende 20001231 (2014)
5. ↑  Lindblad, Hans (2010) (på engelska). Essays on unemployment and real exchange rates [Elektronisk resurs]. Dissertations in Economics (Stockholm), 1404-3491 ; 3. Stockholm: Department of Economics, Stockholm University. Libris 12033728. ISBN 978-91-7447-173-1. http://urn.kb.se/resolve?urn=urn:nbn:se:su:diva-43830
6. ↑  Klas Andersson (20 december 2012). ”Varför lämnar du finansministern?”. Svenska Dagbladet. http://www.svd.se/naringsliv/karriar/varfor-lamnar-du-finansministern_7772500.svd. Läst 1 januari 2013.
7. ↑  Erik Bergin (31 oktober 2012). ”Så skulle Muller kuppas ut från Saab”. Svenska Dagbladet. http://www.svd.se/naringsliv/branscher/industri-och-fordon/sa-skulle-muller-kuppas-ut-fran-saab_7628788.svd. Läst 1 januari 2013.
8. ↑  TT (20 december 2012). ”Han tar över Riksgälden”. Svenska Dagbladet. http://www.svd.se/naringsliv/nyheter/sverige/han-tar-over-riksgalden_7771172.svd. Läst 1 januari 2013.